# Mono (микстейп)
| Оценки критиков | Оценки критиков |
| Источник        | Оценка          |
| --------------- | --------------- |
| NME             | [ 2 ]           |

Mono (стилизованное как mono.) — второй микстейп южнокорейского рэпера RM из группы BTS. Он был выпущен 23 октября 2018 года лейблом Big Hit Entertainment. Альбом включает семь треков и сопровождается анимационным музыкальным видео на финальную композицию «Forever Rain». RM назвал Mono плейлистом, хотя другие издания классифицируют его как микстейп. В альбоме присутствуют песни, исполняемые на корейском и английском языках.

## Предыстория и релиз
RM впервые намекнул на выпуск микстейпа и подтвердил его производство в марте 2018 года, опубликовав отрывок неназванной песни через аккаунт BTS в Twitter. В июне 2018 года британский электропоп-дуэт Honne сообщил в интервью, что, возможно, работал над музыкой с RM. Первоначально они заинтересовались сотрудничеством с RM после того, как узнали, что он является поклонником их музыки в интернете, и встретились с ним в Сеуле после выступления там.
Микстейп был впервые анонсирован 20 октября 2018 года вместе со списком песен, обложкой альбома и датой релиза на странице Big Hit Entertainment в Twitter. Позже список был опубликован самим RM. Mono описывается как «плейлист», а не традиционный микстейп. В него входит трек с продюсированием Honne, а также с участием южнокорейской инди-рок группы Nell и певицы eAeon. Mono — это второй микстейп RM, после его одноимённого релиза 2015 года, и первый из его микстейпов, выпущенный коммерчески.

## Реакция критиков
MTV охарактеризовал микстейп как «одинаково меланхоличный и усталый, с постоянной темой одиночества». В частности, RM обнажает свои глубокие комплексы в песнях «Tokyo» и «Seoul». Vulture отметил, что эти треки — «бесплатная терапия, в которой нуждаются ваше тело, душа и банковский счёт, чтобы подготовиться к любым новым испытаниям, которые принесёт эта неделя», а также что Mono «звучит как ощущение от принятия тёплой ванны: очищающее, с нужным количеством пара и успокаивающее на ощупь». Vulture также отметил, что микстейп содержит «самые медленные биты» и «мрачные мелодии», а RM шепчет рэп в песне «Forever Rain». Billboard отметил, что микстейп более интроспективный, чем первый микстейп RM, назвав «Moonchild» «гладким двуязычным альт-R&B треком», «Badbye» — «печальным», а «Uhgood» — «задумчивым».
Бренди Робиду из Hollywood Life назвал «Forever Rain» одним из самых искренних треков RM. В тексте песни он говорит: «Когда идёт дождь, становится немного легче: кажется, что у меня есть друг / Который стучит в моё окно и здоровается, спрашивает, как я поживаю / А я отвечаю: я заложник этой жизни / Не могу жить и не могу умереть, / Но что-то удерживает меня». Журналист из Billboard охарактеризовал «Moonchild» как атмосферный хип-хоп трек, который отражает боль существования и утешение, находящееся в лунном свете. CelebMix описал микстейп как «проявление растущей чувствительности человека по имени Намджун, что делает его блестящей подборкой для празднования взросления нашего времени».

## Награды
| Критик/Издатель | Список                                             | Работа          | Место | Ист.   |
| --------------- | -------------------------------------------------- | --------------- | ----- | ------ |
| Billboard       | 20 лучших K-Pop альбомов 2018 года: Выбор критиков | mono            | 6-е   | [ 1 ]  |
| Bravo           | 10 лучших K-pop альбомов года                      | mono            | 6-е   | [ 18 ] |
| MTV             | 18 лучших би-сайдов K-pop 2018 года                | «everythingoes» | 18-е  | [ 19 ] |
| Thrillist       | Лучшие музыкальные клипы 2018 года                 | «forever rain»  | 48-е  | [ 20 ] |

## Музыкальные видео
Клип на песню «Forever Rain» начинается с ощущения усталости и одиночества, подкреплённого осознанными текстами, такими как «Вот бы весь день шёл дождь, / Тогда люди не замечали бы меня, / Ведь под зонтом не видно грустное лицо, / И в дождь каждый занят собой». Режиссёром анимационного видео выступил Чхве Джэхун, который также выполнял функции креативного директора. Над анимацией работали Ли Джинхи и PD Ким Босон, монтаж был завершён Ли Джонхуном. Аниматорами клипа стали Ким Бом, Ким Джихван, Син Дохён, Ан Джэён, Юн Джонха, Юн Джури, Ли Джинхи, Чон Соён, Чон Даун, Чон Джимин и Хён Юджон.
Песня «Seoul» — это лирическое видео, в котором показаны различные известные места Сеула, такие как река Ханган, ручей Чхончжончхон и остров Сонюдо. В видео есть короткий кадр с RM, сидящим в машине возле круглосуточного магазина, а также короткий телефонный разговор, в котором он описывает свои планы уехать. Режиссёром клипа выступил Чои Ёнсок из Lumpens, ассистенты режиссёра — Гуцца, Пак Хёджон и Чон Минджэ, также из Lumpens. Оператором-постановщиком был Нам Хёнву из GDW, а композицию написал Мин Джунки из Sunshine Underground.
В клипе на песню «Moonchild» на экране с мигающими огнями, пикселизацией и яркой графикой мелькают такие строки, как «Говоря, что хочешь умереть, берёшь от жизни всё / Говоря, что хочешь вырваться, запутываешься еще больше / Ты же понимаешь, что думая: «Не думай так», ты уже думаешь об этом». Тамар Герман из Billboard отметила, что клип «создаёт ощущение провокационного утешения, с фигурой RM, видимой в некоторых моментах».[16] Клип был снят режиссёром Чхве Ёнсоком из Lumpens при содействии ассистентов-режиссёров Гуццы, Пак Хёджон и Джон Минджэ, также из Lumpens. Намом Хёнву из GDW выступил оператором, а Мин Джунки из Sunshine Underground — композитором. Менеджером по строительству был Э Хён Джун.

## Продвижение
В Twitter-аккаунте BTS появилось короткое сообщение с объявлением названия и даты выхода, а также изображение со списком песен. RM не стал дополнительно продвигать микстейп, поскольку он вышел одновременно с мировым туром BTS Love Yourself.

## Список песен
| №                   | Название                                      | Автор(ы)            | Продюсер(ы)                 | Длительность |
| ------------------- | --------------------------------------------- | ------------------- | --------------------------- | ------------ |
| 1.                  | «Tokyo»                                       | RM Supreme Boi      | Supreme Boi                 | 3:28         |
| 2.                  | «Seoul» (продюсировано Honne)                 | RM Honne            | Honne                       | 4:35         |
| 3.                  | «Moonchild»                                   | RM Hiss Noise       | RM Hiss Noise               | 3:25         |
| 4.                  | «Badbye» (с eAeon)                            | RM El Capitxn       | RM El Capitxn               | 1:52         |
| 5.                  | «Uhgood» (어긋, Eogeut; букв. "Out of Place") | RM Sam Klempner     | Sam Klempner El Capitxn [a] | 3:14         |
| 6.                  | «Everythingoes» (지나가, Jinaga; с Nell)      | RM Kim Jong-wan     | RM Kim Jong-wan             | 3:42         |
| 7.                  | «Forever Rain»                                | RM Hiss Noise Adora | RM Hiss Noise Adora         | 4:31         |
| Общая длительность: | Общая длительность:                           | Общая длительность: | Общая длительность:         | 24:47        |

Примечания
- ↑  как дополнительный продюсер

## Создатели

### Музыканты
- RM — основной вокал (все треки), свист (трек 1), клавишные (треки 3, 4 и 7), синтезатор (треки 3 и 4)

- eAeon — основной вокал (трек 4)
- Honne — клавишные, синтезатор, бэк-вокал (трек 2)
- Kim Jongwan — вокал, клавишные, синтезатор, гитара (трек 6)
- Supreme Boi — синтезатор (трек 1)
- Hiss noise — клавишные (трек 3), синтезатор (треки 3 и 7)
- El Capitxn — синтезатор, клавишные (трек 4)
- Lee Taewook — гитара (треки 4 и 7)
- Sam Klempner — клавишные, синтезатор (трек 5)
- Lee Jaekyung — гитара (трек 6)
- Lee Junghoon — бас (трек 6)
- Jung Jaewon — барабаны (трек 6)
- Adora[англ.] — клавишные, синтезатор (трек 7)

### Продюсеры
- RM — исполнительные продюсер, компановка, продюсер (треки 3, 4, 6, 7)
- Pdogg[англ.] — со-продюсер
- Hiss noise — со-продюсер, продюсер (треки 3, 7)
- Supreme Boi — продюсер (трек 1)
- Honne — продюсер (трек 2)
- El Capitxn — продюсер (track 4), дополнительный продюсер (трек 5)
- Sam Klempner — продюсер (трек 5)
- Ким Джонван — продюсер (трек 6)
- Adora — продюсер (трек 7)

### Технический
- RM @ Rkive — рэп и вокальная аранжировка, звукорежиссёр (все треки)
- Yang Ga @ Big Hit Studio — инженер-микшер (треки 1 и 4)
- Ken Lewis — инженер-микшер (треки 2, 3, 5 и 7)
- Kim Jong Wan @ Koko Sound Studio — инженер-микшер (трек 6)
- Dr. Ko @ Koko Sound Studio — инженер-микшер (трек 6)

## Чарты
| Чарт (2018)                           | Наивышая позиция |
| ------------------------------------- | ---------------- |
| Австралия (ARIA)                      | 36               |
| Канада (Canadian Albums Chart)        | 22               |
| Чехия (ČNS IFPI)                      | 31               |
| Нидерланды (Album Top 100)            | 29               |
| Estonian Albums (Eesti Ekspress)      | 2                |
| French Albums (SNEP)                  | 115              |
| Венгрия (MAHASZ)                      | 38               |
| Ирландия (IRMA)                       | 37               |
| Италия (Classifica album)             | 51               |
| Japanese Digital Albums (Oricon)      | 3                |
| Japanese Hot Albums (Billboard Japan) | 10               |
| Lithuanian Albums (AGATA)             | 3                |
| Норвегия (VG-lista)                   | 17               |
| Шотландия (Scottish Albums Chart)     | 21               |
| Spanish Albums (PROMUSICAE)           | 19               |
| Швеция (Sverigetopplistan)            | 28               |
| Швейцария (Schweizer Hitparade)       | 20               |
| US Billboard 200                      | 26               |
| US World Albums (Billboard)           | 2                |

| Чарт (2022)                           | Наивысшая позиция |
| ------------------------------------- | ----------------- |
| Japanese Digital Albums (Oricon)      | 17                |
| Japanese Hot Albums (Billboard Japan) | 41                |

| Чарт (2018)                 | Позиция |
| --------------------------- | ------- |
| US World Albums (Billboard) | 9       |

## История релиза
| Регион(ы) | Дата                 | Формат                     | Лебйл   | Ref.   |
| --------- | -------------------- | -------------------------- | ------- | ------ |
| Различные | 23 октября 2018 года | стриминг цифровая загрузка | Big Hit | [ 46 ] |